# حاصل (فیلم ۲۰۰۳)
حاصل (به هندی: Haasil) فیلمی محصول سال ۲۰۰۳ و به کارگردانی تیگمانشو دولیا است. در این فیلم بازیگرانی همچون جیمی شرگیل، هیریشتا بهات، عرفان خان، اشوتوش رانا، تینو آناند، شارات ساکسنا، راجپال یاداو، راجندرانات زوتشی ایفای نقش کرده‌اند.